# 히코네 병풍

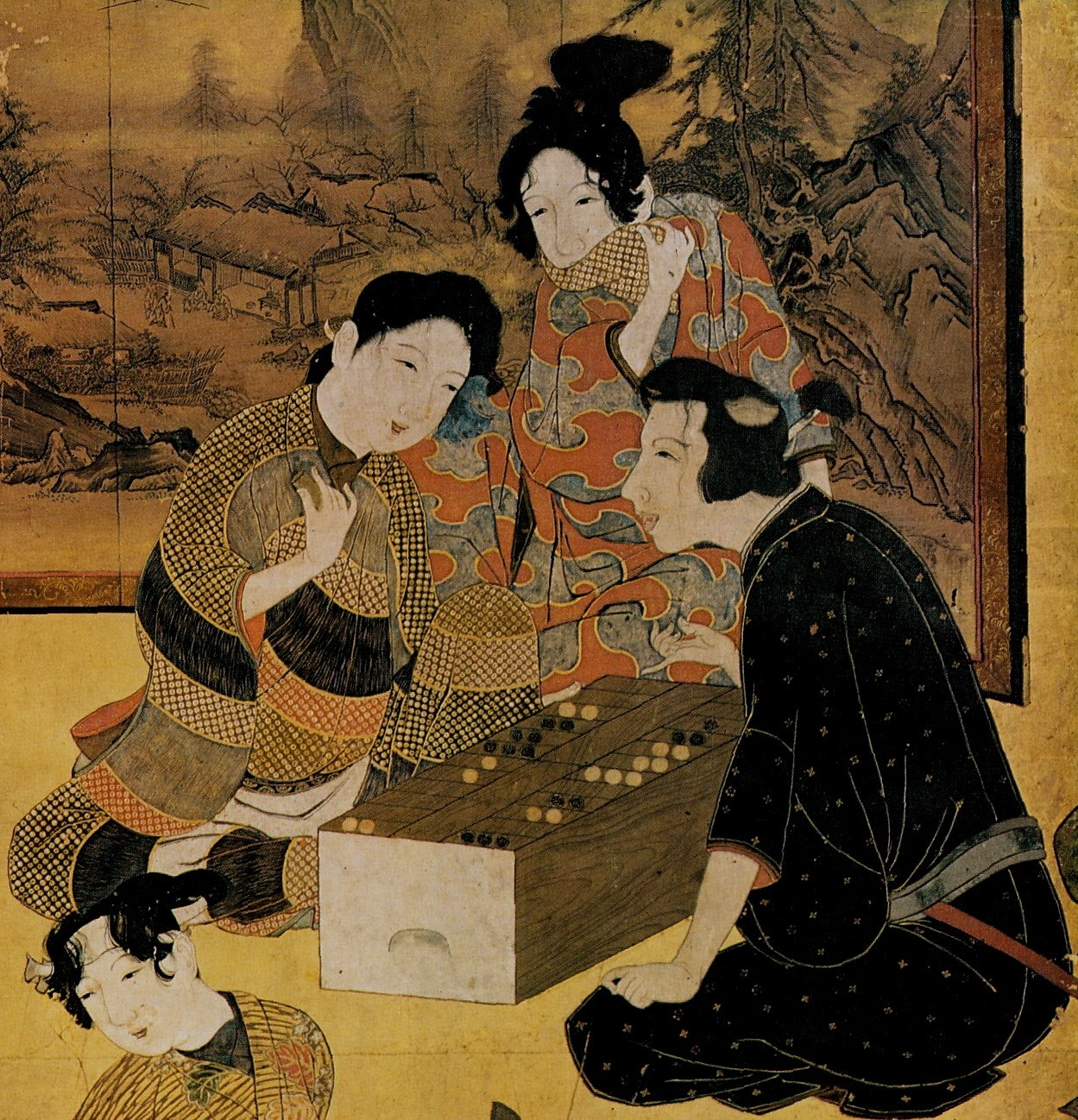
스고로쿠를 하는 모습 (병풍 확대)

히코네 병풍(일본어: 彦根屏風 히코네뵤부[*])은 일본 간에이 (1624~1644년) 시대에 제작된 작가 미상의 병풍이다. 전체 크기는 94 x 274.8cm로 총 여섯 판으로 나뉘어 있으며, 금박지 위에 그려진 회화 작품이다. 교토의 어느 유흥집에서 음악과 놀이를 즐기는 사람들을 묘사해 놓았다. 히코네번을 다스리던 이이 가문에서 간직해온 작품이며, 지금은 시가현 히코네시가 이이나오치카 소장품 중 일부로 소유하고 있다.
근대 초 일본 풍속화의 표상이라 할 수 있는 이 작품은 초창기 우키요에 중 하나로 보기도 한다. 1955년에는 공식 명칭인 《지본금지착색풍속도》(紙本金地著色風俗図)로 일본 국보에 등재되었다. 지금은 히코네성 박물관에서 매년 봄마다 전시하고 있다.

## 상세
94 x 274.8cm 크기의 병풍으로 열한 명의 남성과 여성들이 오락을 즐기는 모습을 그려냈다. 왼편에는 맹인 남자와 여자들이 샤미센을 켜고 있고, 그 뒤로는 또다른 넉 판짜리 산수화 병풍이 서 있다. 오른편에는 한 무리의 남성과 여성들이 모여 스고로쿠를 하고 있다.
병풍의 필법으로 미뤄보아 작가의 화풍은 '교카노 파' (京狩野)를 따랐던 것으로 보인다. 병풍 속의 인물들이 하는 활동들은 옛 중국의 문인들이 갖추던 네 가지 기예, 이른바 사예 (四藝)를 보여주고 있다. 다만 중국의 문물을 그대로 따른 것이 아닌 일본의 것으로 대체한 모습인데, 거문고는 샤미센, 바둑은 주사위, 책은 염문 (연애편지), 그림은 병풍 속 산수화로 각각 각각 대입해 놓았다. 인물들의 옷차림과 지니고 있는 풍물은 사계절을 연상케 하며, 이는 우키요에의 일종인 사계회 (四季絵, 시키에)에서도 마찬가지이다.

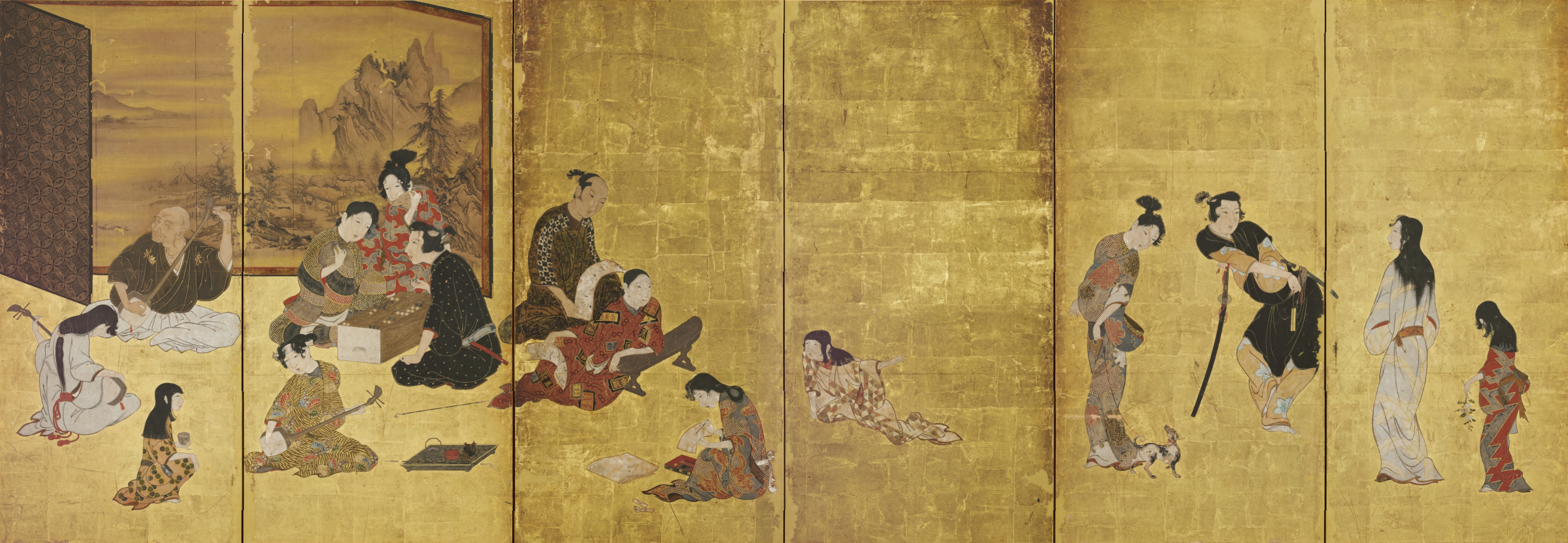
히코네 병풍

## 작가
히코네 병풍은 여느 풍속화와 마찬가지로 작가는 미상이다. 더욱이 그 작가가 가노파나 그 부류 화파에 속했을 경우, 흔한 소재일수록 작가의 품위를 떨어뜨리는 일이라고 생각하였기에 작품을 완성하더라도 서명을 남기지 않는 경우가 많았다. 병풍 자체는 누군가의 명을 받아 제작된 것으로 보이는데, 상부에 바치는 작품에는 서명을 하지 않는 것이 관례이기도 했다.
한때 이 작품은 화가 이사와 마타베이 (1578~1650)가 그린 것으로 보기도 했다. 1898년까지만 해도 이사와의 호는 불명이어서 실제로 작가가 그린 작품이 어떤 것인지 비교해 볼 수조차 없었기 때문에, 작가 미상의 여러 작품을 두고 이사와가 그린 것이라는 추측을 하였는데 여기에 히코네 병풍도 포함됐던 것이다. 이사와 마타베이의 별명은 '우키요 마타베이'였는데 이를 두고 화류계를 의미하는 '우키요' 내지는 우키요에와 연관이 있는 것이 아닌가 하는 추측이 있었으며, 《우키요에 부이코》 (浮世絵類考) 같은 작품에서 이사와가 우키요에를 창시하였음을 시사하고 있었기에, 에른스트 페놀로사 등의 서양 학자들은 히코네 병풍 역시 이사와의 작품이자 초창기 우키요에 작품 중 하나로 보았다. 하지만 1898년 이사와가 '가쓰모치'라는 호를 썼으며, '우키요'라는 이름 역시 1661년 아사이 료이가 화류계를 뜻하는 단어로 처음 쓰기 전이었기 때문에 다른 뜻을 품고 있다는 사실도 밝혀지면서 이러한 추측은 뒤집혀졌다. 이에 따라 오늘날 이사와의 작품은 고급스럽고 우아한 화풍인 야마토에에 속하며, 우키요에의 활기찬 화풍과 선명한 색감과는 거리가 있는 것으로 알려져 있다.

## 전래
근대 초의 병풍 작품 대다수가 그렇듯 히코네 병풍은 작자는 물론 누가 제작하라는 명을 내렸는지도 관련 기록이 남아있지 않아 알 수 없다. 추측컨대 당대 사회 고위층, 즉 공가나 무가, 정중 (町衆, 마치슈, 대도시의 상공업자)으로부터 명을 받아 제작된 것으로 보인다.
우키요에 화가 하네가와 진초 (羽川珍重, 1679?~1754)는 히코네 병풍에 기대선 남자의 모습을 그린 작품을 남긴 적이 있다. 작품 속의 글에는 히코네 병풍이 엔쿄 2년 (1745년) 에도의 시타야 (下谷)에 모셔져 있다고 쓰여져 있다. 화가 시바타 제신 (1807–91)의 일대기를 다룬 기록에 의하면 시바타가 어느 에도 집안의 소장품 중에서 히코네 병풍을 '발견'하였고, 이를 옮겨 그렸다고 밝히고 있다. 발견 당시의 연대는 1833년에서 1836년경으로, 시바타가 병풍을 옮겨 그린 시기는 1840년경으로 추정되고 있다.

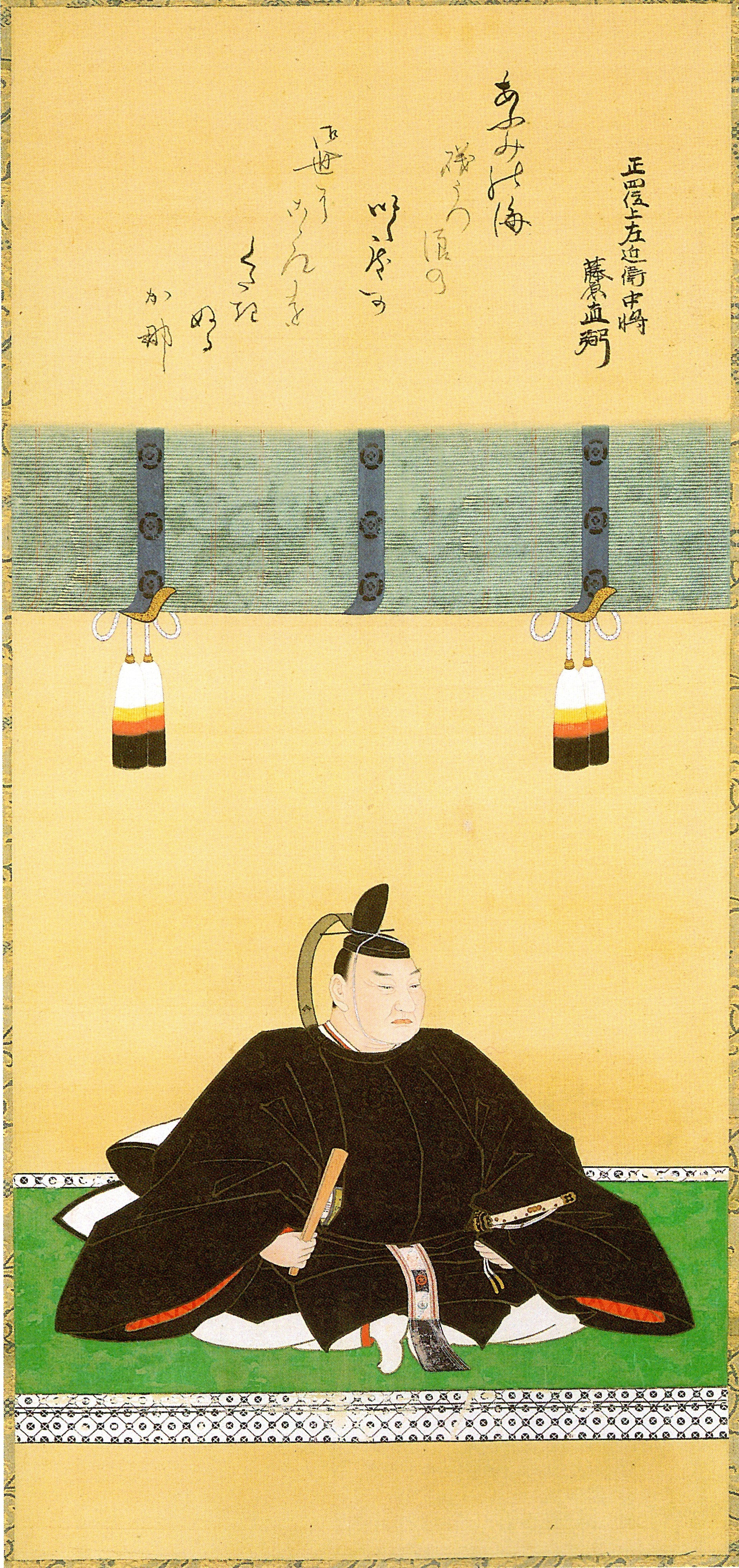
히코네 번 이이씨 사람으로는 처음으로 히코네 병풍을 입수한 것으로 전해지는 제13대 당주 이이 나오스케 (1815–60)

이후 히코네 병풍은 에도 시대 말기 (1853~1867)에 들어 히코네번 이이씨 집안 소장품으로 들어왔다. 다만 이이씨족이 에도에 머무를 당시 병풍이 저택 내에 있었다는 기록은 찾아볼 수 없다. 또한 히코네 번에 있을 당시의 집안문서에서도 별다른 기록이 없기 때문에 쇼와 시대까지 에도에 그대로 둔 것이 아닌가 하는 추측이 있다.
다도인 다카하시 요시오 (高橋義雄, 1861~1937)는 1912년 6월 30일 이이 저택에서 열린 노 공연에 대해 기록을 남겼는데, 여기서 제15대 당주였던 이이 나오타다가 여러 가지 예술작품을 전시하였다고 전한다. 그 중에는 히코네 병풍도 있었는데, 이름모를 가족분이 병풍을 두고 '그 유명한 우키요 마타베이의 히코네 병풍'이라 소개하면서, 평소 서화와 골동품에 관심을 두었던 이이 나오스케 (1815~1860, 제13대 당주)가 처음 들여온 것이라 설명하였다고 전하고 있다.

## 평가

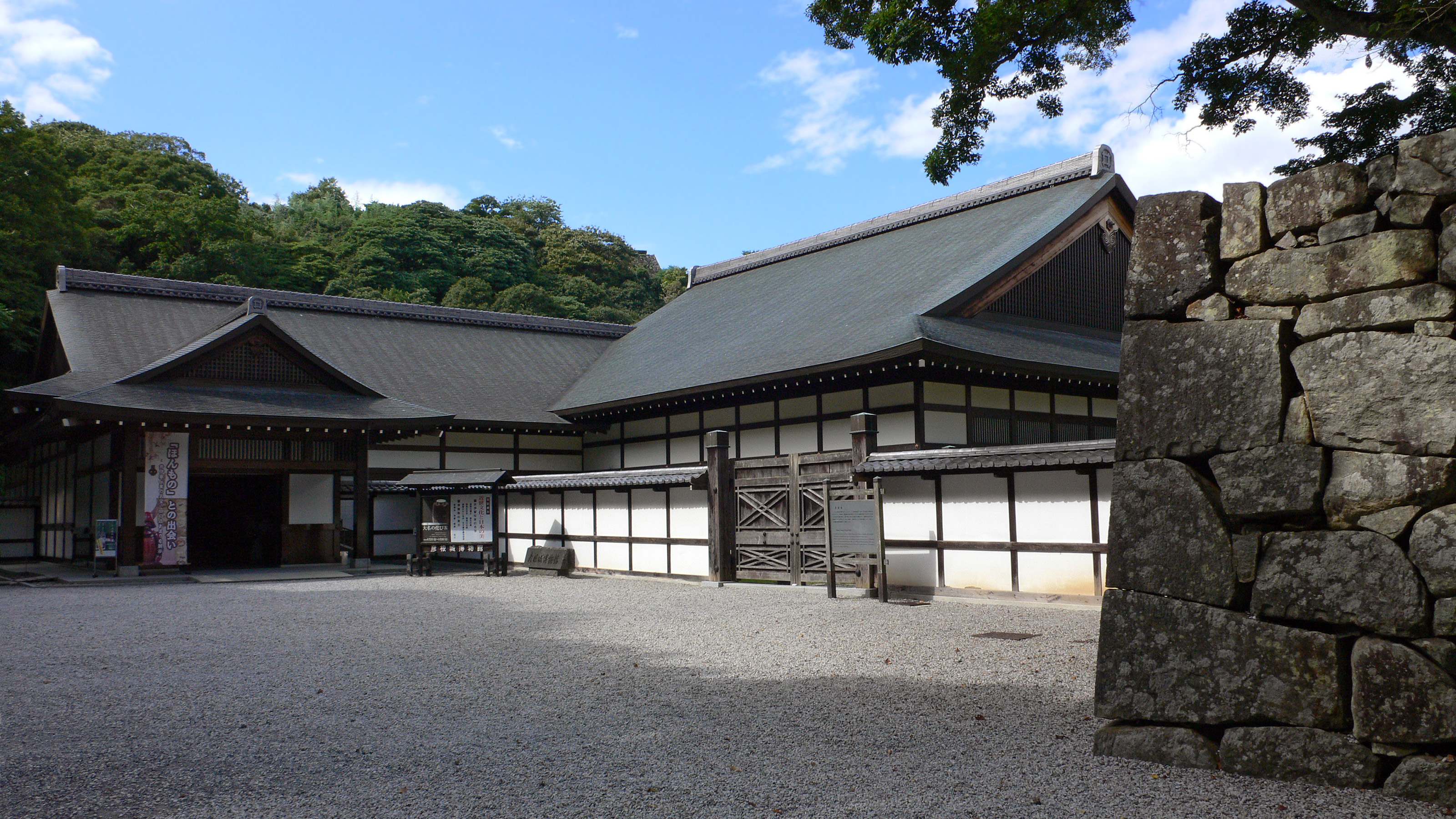
히코네 병풍이 소장되어 있는 히코네 성 박물관

히코네 병풍은 17세기 중엽에 시작된 일본 풍속화의 진수로 평가받고 있다. 병풍 자체도 수차례 복제되고 때로는 변형된 모습으로 복제되었으며 그 중 몇몇은 후대에 전해지기도 했다. 1955년에는 일본 국보로 등재되었으며, 정식 명칭인 《지본금지착색풍속도》(紙本金地著色風俗図 시혼킨지차쿠쇼쿠 후조쿠즈[*])를 부여받았다.

### 내용주
1. ↑  에도 시대에는 산킨고타이제 실시로 각 번의 다이묘가 에도 내에 머물러야 했는데, 여기에는 이이 가문도 예외가 아니었다.

### 참조주
1. ↑  히코네성 박물관 - 히코네 여행가이드
2. 1 2 3  Kondo 1961, 144쪽.
3. 1 2  Kikuchi 1963, 106쪽.
4. 1 2  Kita 1999, 44–45쪽.
5. ↑  Kita 1999, 47쪽.
6. 1 2  Kita 1999, 50쪽.
7. ↑  Kita 1999, 44–45, 51쪽.
8. ↑  Kita 1999, 48쪽.
9. 1 2 3 4  Takagi 2008, 104쪽.
10. 1 2  Takagi 2008, 105쪽.

## 참고 문헌
- Kikuchi, Sadao (1963). 《Ukiyo-e》. Hoikusha. ISBN 978-4-586-50021-5.
- Kondo, Ichitaro (1961). 《Japanese Genre Painting: The Lively Art of Renaissance Japan,》. translated by Roy Andrew Miller. Tuttle Publishing – Questia 경유. (구독 필요).
- Kita, Sandy (1999). 《The Last Tosa: Iwasa Katsumochi Matabei, Bridge to Ukiyo-e》. University of Hawaii Press. ISBN 978-0-8248-1826-5.
- 高木文恵 (2008). 〈彦根屏風ー伝来と研究史〉.   히코네 성 박물관; 도쿄 문화재 연구소. 《国宝彦根屛風》. 주오코론신샤. 101–120쪽. ISBN 978-4-8055-0557-1.

## 추가 문헌
- 城野誠治 (2008). 〈光学的手法による国宝・彦根屏風の調査〉.   히코네 성 박물관; 도쿄 문화재 연구소. 《国宝彦根屛風》. 주오코론신샤. 121–124쪽. ISBN 978-4-8055-0557-1.
- 早川泰弘 (2008). 〈彦根屏風の色彩材料調査〉.   히코네 성 박물관; 도쿄 문화재 연구소. 《国宝彦根屛風》. 주오코론신샤. 125–144쪽. ISBN 978-4-8055-0557-1.
- 江村知子 (2008). 〈彦根屏風の表現について〉.   히코네 성 박물관; 도쿄 문화재 연구소. 《国宝彦根屛風》. 주오코론신샤. 145–160쪽. ISBN 978-4-8055-0557-1.
- 竹上幸宏 (2008). 〈彦根屏風修理報告〉.   히코네 성 박물관; 도쿄 문화재 연구소. 《国宝彦根屛風》. 주오코론신샤. 161–170쪽. ISBN 978-4-8055-0557-1.